# Selenops pygmaeus
Selenops pygmaeus är en spindelart som beskrevs av Benoit 1975. Selenops pygmaeus ingår i släktet Selenops och familjen Selenopidae. Inga underarter finns listade i Catalogue of Life.